# Římskokatolická farnost Vítkovice v Krkonoších
Římskokatolická farnost Vítkovice v Krkonoších je územním společenstvím římských katolíků v rámci jilemnického vikariátu královéhradecké diecéze. Zahrnuje pouze farnost při vítkovickém kostele svatých Petra a Pavla.

## O farnosti

### Historie
Obec Vítkovice byla založena na konci 16. století a místní obyvatelé nejprve docházeli na bohoslužby do hřbitovní kaple, která byla postavena roku 1699. Tato kaple byla roku 1784 přestavěná na kostel majitelem vítkovického dvora za podpory hraběte Harracha. V té době spadal pod farnost Poniklá. Samostatná farnost byla ve Vítkovicích zřízena v roce 1787. Po polovině 20. století přestala být farnost obsazována sídelním duchovním správcem, diecézní katalog z přelomu let 1970/1971 již uvádí vítkovickou farnost jako ex currendo spravovanou z Horních Štěpanic.

### Duchovní správci
- 1969–1975 R.D. Emil Erlebach (4. 4. 1923 - 10. 3. 2000) (administrátor ex currendo z Poniklé)

- 1975–1997 R.D. Emil Erlebach (4. 4. 1923 - 10. 3. 2000) (administrátor ex currendo z Horních Štěpanic)
- 1997–2000 R.D. Mgr. Ing. Jiří Šlégr (administrátor ex currendo z Jilemnice)
- 2000–2003 R.D. ThMgr. Dariusz Mogielnicki, MSF (administrátor ex currendo z Horních Štěpanic)
- 2003–2018 R.D. ThMgr. Joachim Fąs, MSF (administrátor ex currendo z Horních Štěpanic)
- 2018–současnost R.D. Mgr. Władysław Marczyński, MSF (administrátor ex currendo z Horních Štěpanic)

### Současnost
Farnost je administrována ex currendo z Horních Štěpanic.
| Kostel                   | Místo                  | Bohoslužba    | Bohoslužba  | Poznámka     |
| ------------------------ | ---------------------- | ------------- | ----------- | ------------ |
| Kostel sv. Petra a Pavla | Vítkovice v Krkonoších | neděle středa | 10.30 16.00 | farní kostel |